# Rudolf Hotzel
Rudolf Hotzel (* 14. Mai 1909 in Vitzeroda; † 24. März 1981 in Bad Hersfeld) war Mitarbeiter im Reichssicherheitshauptamt (RSHA) und Führer eines Sonderkommandos der Einsatzgruppe B.

## Vor 1945
Rudolf Hotzel trat zum 1. September 1931 der NSDAP bei (Mitgliedsnummer 606.732) und war auch Mitglied der SS (SS-Nummer 113.526).
In der Zeit von 1937 bis 1939 war er als Stabsführer für den SD-Unterabschnitt Gumbinnen tätig,  ab 1939  für den SD-Oberabschnitt Nordost (Königsberg). Noch im selben Jahr wurde er SS-Führer beim Einsatzkommando 1 V. Anfang 1940 arbeitete er als Leiter des SD Hohensalza; im April 1940 wechselte er als Gruppenleiter in das Reichssicherheitshauptamt in die Abteilung I B (Erziehung und Ausbildung). Im Jahre 1942 übernahm er die Leitung der Führerschule der Sipo und des SD in Berlin-Charlottenburg und kurz darauf wurde er wieder Leiter im RSHA, diesmal des Referats I B 2 (Nachwuchs). Im Oktober 1944 wurde er zum Führer des Sonderkommandos 7b der Einsatzgruppe B ernannt, das er bis 1945 leitete.

### SS-Laufbahn
- 13. September 1936 SS-Untersturmführer
- 30. Januar 1938 SS-Obersturmführer
- 11. September 1938 SS-Hauptsturmführer
- 30. Januar 1939 SS-Sturmbannführer
- 1. Mai 1942 SS-Obersturmbannführer

## Nach 1945
Nach 1945 war Rudolf Hotzel als Glasermeister in Bad Hersfeld tätig. Er wurde als Zeuge im Einsatzgruppen-Prozess vernommen.

## Belege
1. ↑  Bundesarchiv R 9361-IX KARTEI/17031124
2. ↑  Rabe, Karl Hermann, u. a., wegen Erschießung von etwa 3.000 Juden und kommunistischen Funktionären in der Zeit von Juni 1941 bis Ende 1944 (Tätigkeit als SK der Einsatzgruppe B) durch Angehörige des SK 7b der Einsatzgruppe B (Staatsanwaltschaft Hamburg 147 Js 34/67). Abgerufen am 30. April 2018.
3. ↑  Ernst Klee: Das Personenlexikon zum Dritten Reich. Wer war was vor und nach 1945. 2. Aufl. Fischer Taschenbuch, Frankfurt am Main 2007, S. 271.
4. ↑  James L. Taylor: From Weimar to Nuremberg – a Historical Case Study of Twenty-Two Einsatzgruppen Officers (M.A. Thesis am Department of History der Ohio University vom November 2006, betreut von Norman J. W. Goda)

| Personendaten    | Personendaten     |
| ---------------- | ----------------- |
| NAME             | Hotzel, Rudolf    |
| KURZBESCHREIBUNG | deutscher SS-Mann |
| GEBURTSDATUM     | 14. Mai 1909      |
| GEBURTSORT       | Vitzeroda         |
| STERBEDATUM      | 24. März 1981     |
| STERBEORT        | Bad Hersfeld      |